# نیوتون آبوت
latitudeنیوتون آبوتlongitudeنیوتون آبوت
نیوتون آبوت (به انگلیسی: Newton Abbot) یک منطقهٔ مسکونی در انگلستان است که در جنوب غربی انگلستان واقع شده‌است.

## خصوصیات
نیوتون آبوت ۲۵٬۵۵۶ نفر جمعیت دارد.